# World Boxing Council
La World Boxing Council (WBC) est une fédération internationale de boxe anglaise. La WBC est considérée comme l'une des quatre principales organisations internationales de boxe professionnelle avec la WBA, l'IBF et la WBO.
Fondée le 14 février 1963 à Mexico par 11 pays (États-Unis, Argentine, Royaume-Uni, France, Mexique, Philippines, Panama, Chili, Pérou, Venezuela et Brésil) sur la proposition du président mexicain Adolfo López Mateos, elle regroupe la New York State Athletic Commission, la National Boxing Association, l'European Boxing Union et la British Boxing Board of Control.